# Менандриане

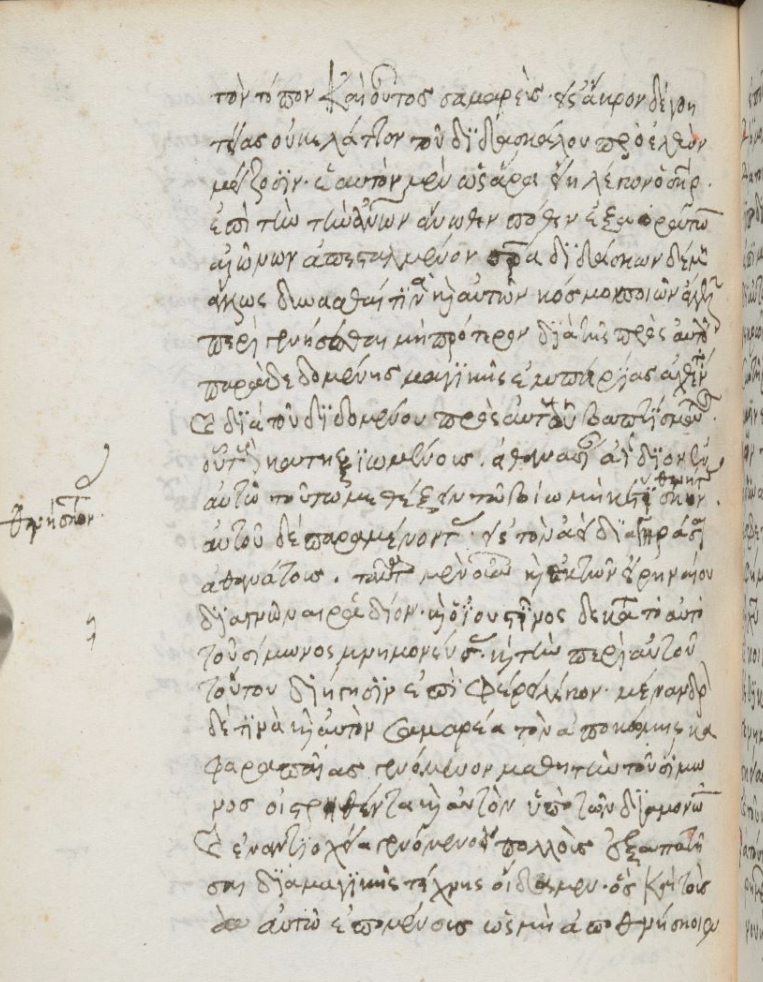
Евсевий об учении Менандра. Церковная история. Книга третья. Глава 26. Греческая рукопись первой половины XVI века. Британская библиотека

Менандриа́не (др.-греч. μενανδριανοί; лат. menandriani ; ст.‑слав. мѥнандриꙗне) — еретики I века, названные по имени основателя их учения — Менандра.
Менандриане описаны Епифанием в «Панарионе» в числе 80 ересей и Иоанном Дамаскиным в книге «О ста ересях вкратце», у обоих авторов это 22 ересь. Менандриане описаны Августином в книге De Haeresibus ad Quodvultdeum Liber Unus и безымянным автором трактата «Предестинат» (лат. Praedestinatus); у обоих авторов это 2 ересь. Филастрий в книге Liber de Haeresibus посвятил Менандру 30 главу.
Менандр родился, как и его учитель Симон Волхв, в Самарии. Он родился в деревне Капаратея (др.-греч. Καπαρατταίας) — согласно Иустину мученику или в деревне Хаврэ (др.-греч. Χαβραῒ) — согласно Феодориту Кирскому. Как Симон Волхв, Менандр занимался магией, был учеником и преемником Симона. Менандр создал своё учение отличное от учения Симона. Учение Менандра это одно из направлений гностицизма. Согласно учению Менандра мир сотворен ангелами, которые произведены Мыслию. Сам Менандр — первая сила неведомая всем, является одним из эонов и послан из плеромы от невидимых сил, как спаситель для спасения людей. Через искусство волхвования, которому учит Менандр людей, он даёт им силу побеждать самих ангелов, сотворивших мир. Его ученики чрез крещение в него получают воскресение, и не могут умереть, но остаются нестареющими и бессмертными. Учение менандриан оказало влияние на учения других гностиков, таких как, Сатурнин и Василид; и воздействовало на секты, просуществовавшие до VI века.